# Блерио, Луи
Луи́ Блерио́ (фр. Louis Blériot; 1 июля 1872, Камбре — 2 августа 1936, Париж) — французский изобретатель, авиатор и предприниматель, основатель авиапредприятий Blériot-Voisin (совместно с Габриелем Вуазеном) и Blériot Aéronautique. Первый пилот, перелетевший Ла-Манш 25 июля 1909 года, и первый француз, получивший удостоверение пилота.

## Биография
Луи Блерио получил инженерное образование в парижской Центральной школе искусств и мануфактур в 1895 году и основал  производство автомобильных фар и  фонарей собственной  конструкции.
В 1900 году он построил орнитоптер Blériot I, так и не поднявшийся в воздух, а в 1907 году — первый аэроплан «Блерио III».

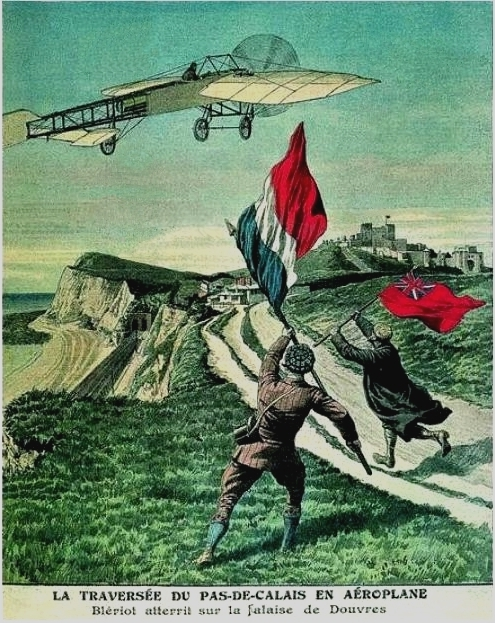
Памятный плакат 1909 г., выпущенный по случаю исторического перелёта Блерио через Ла-Манш

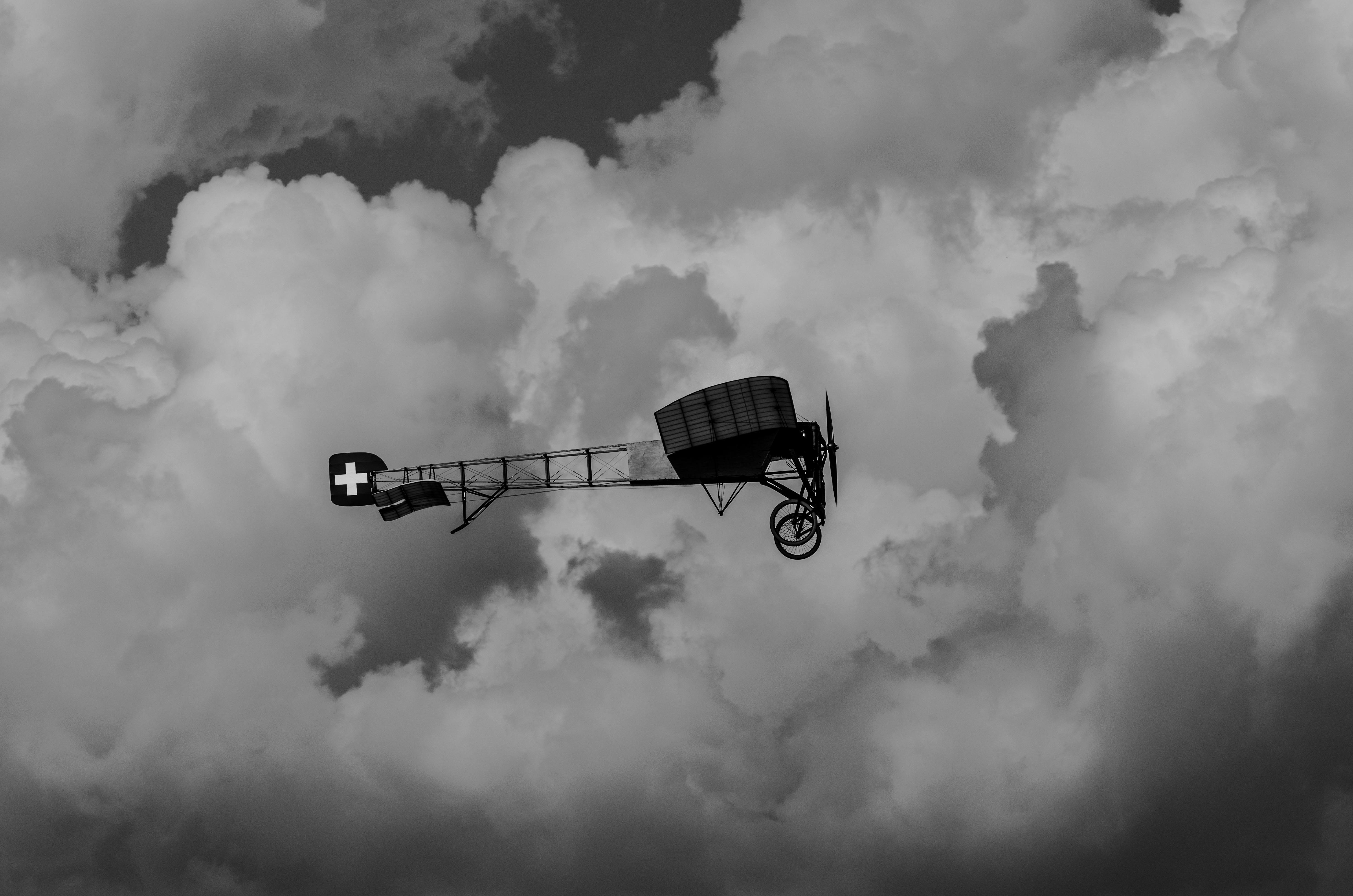
Самолёт швейцарской армии «Блерио XI» в полете. Около 1910 г.

Летом 1908 года Блерио стал свидетелем французского турне Уилбура Райта и был поражён качеством пилотирования американца, которое считал на голову выше современников-французов. Другой свидетель полётов Райта, англичанин лорд Нортклифф, владелец Daily Mail, увидел в событии повод для саморекламы, и объявил о премии в тысячу фунтов тому, кто первым пересечёт Ла-Манш на аэроплане. Райт, в то время связанный контрактами в Европе, казался наиболее способным из претендентов, но весной 1909 года он предпочёл вернуться к собственному делу в Штатах и выбыл из гонки за призом Нортклифа. 19 июля 1909 года в воздух поднялся неопытный француз Юбер Латам, но его мотор заглох на полпути; приводнившегося Латама спасли французские моряки.
25 июля 1909 года в 4:35 утра Блерио поднялся в воздух. На середине пути из-за сильного ветра самолёт отклонился от курса на север, в открытое море, но Блерио вовремя заметил неладное по курсам кораблей в море и повернул на запад, к Дувру. 37 минут спустя, преодолев 23 мили, Блерио благополучно приземлился на английской земле.
Победа Блерио в то время была воспринята, в том числе, как победа монопланa, популярного среди авиаторов-французов, над бипланом англичан и американцев. За месяц Блерио собрал сотню заказов на выпуск своего моноплана; каждый планёр (без мотора) стоил покупателям 850 американских долларов. В сентябре 1910 года на авиашоу в Реймсе, которое привлекло до полумиллиона зрителей, Блерио победил Глена Кёртиса, установив рекорд скорости в 77 км/ч.
Самолёт, на котором Блерио пересёк Ла-Манш, был его одиннадцатым созданием; в отличие от Райтов, годами доводивших до совершенства одну и ту же базовую конструкцию, Блерио испробовал самые разнообразные конструкции; его бипланы оказались неудачными, в серию пошёл только Blériot XI, спроектированный Раймондом Солнье. Машина впервые поднялась в воздух 23 января 1909 года. На этом самолёте  впервые была применена комбинация  ручки и педалей управления, используемая в  авиации до сих пор.
В 1911 году Blériot XI, управляемый Эрлом Овингтоном, стал первым почтовым самолётом в США. 21 сентября 1913 года Адольф Пегу, заводской испытатель Блерио, совершил на Blériot XI мёртвую петлю. Сырая конструкция моноплана Блерио-Солнье была нестабильна в воздухе и опасна при посадках, что в итоге привело к запрету на её эксплуатацию в армиях Франции и Великобритании в 1912 году. Тем не менее, именно на базе конструкции Blériot XI в 1915 году был выпущен Fokker Eindecker — первый успешный образец специально спроектированного истребителя.

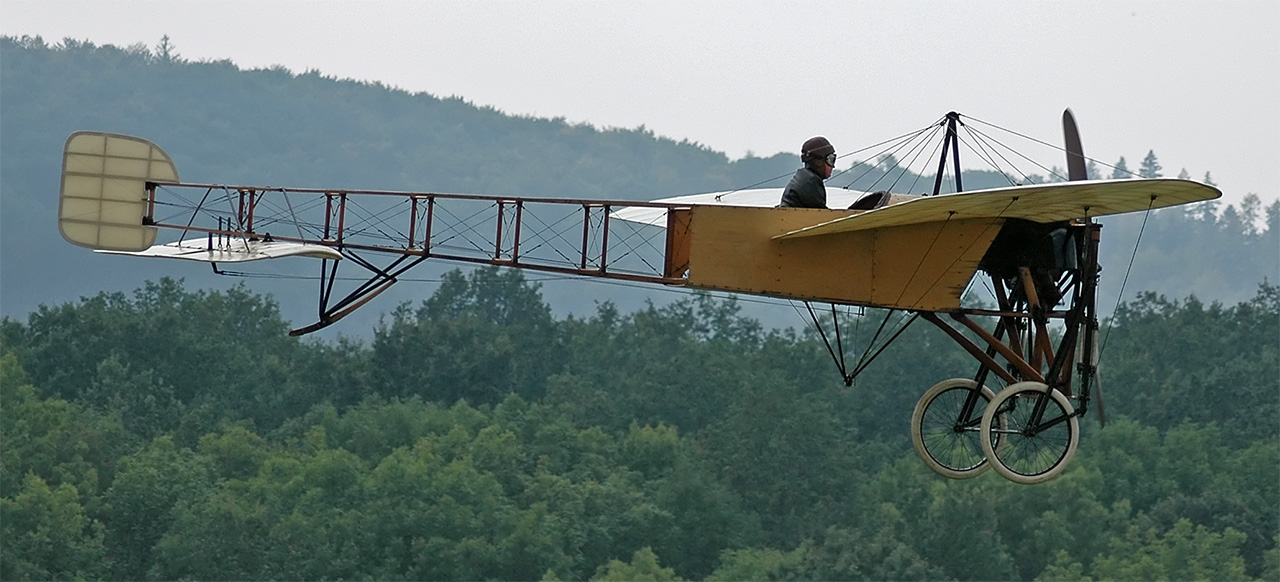
Blériot XI постройки 1914—1918 годов

В 1914 году Блерио и его фирма, Blériot Aéronautique, выкупили активы крупной авиационной фирмы SPAD, выпустившей в годы первой мировой войны более 10 000 машин. По окончании войны Блерио открыл собственное производство мотоциклов, не имевшее особых успехов. Производство единственной 500-кубовой модели было прекращено в 1923 году.
Blériot Aéronautique, наследник SPAD и Blériot-SPAD, продолжал строить самолёты и в межвоенный период, среди них
- Blériot 115, 135, 155, 165 — экспериментальные четырёхмоторные пассажирские самолёты 1923—1926 годов
- Blériot 127 — серийный двухмоторный бомбардировщик 1926 года
- Blériot 125 — экспериментальный двухмоторный, двухфюзеляжный пассажирский самолёт 1931 года
- Blériot 5190 — экспериментальная трансатлантическая летающая лодка 1933 года

## Интересные факты

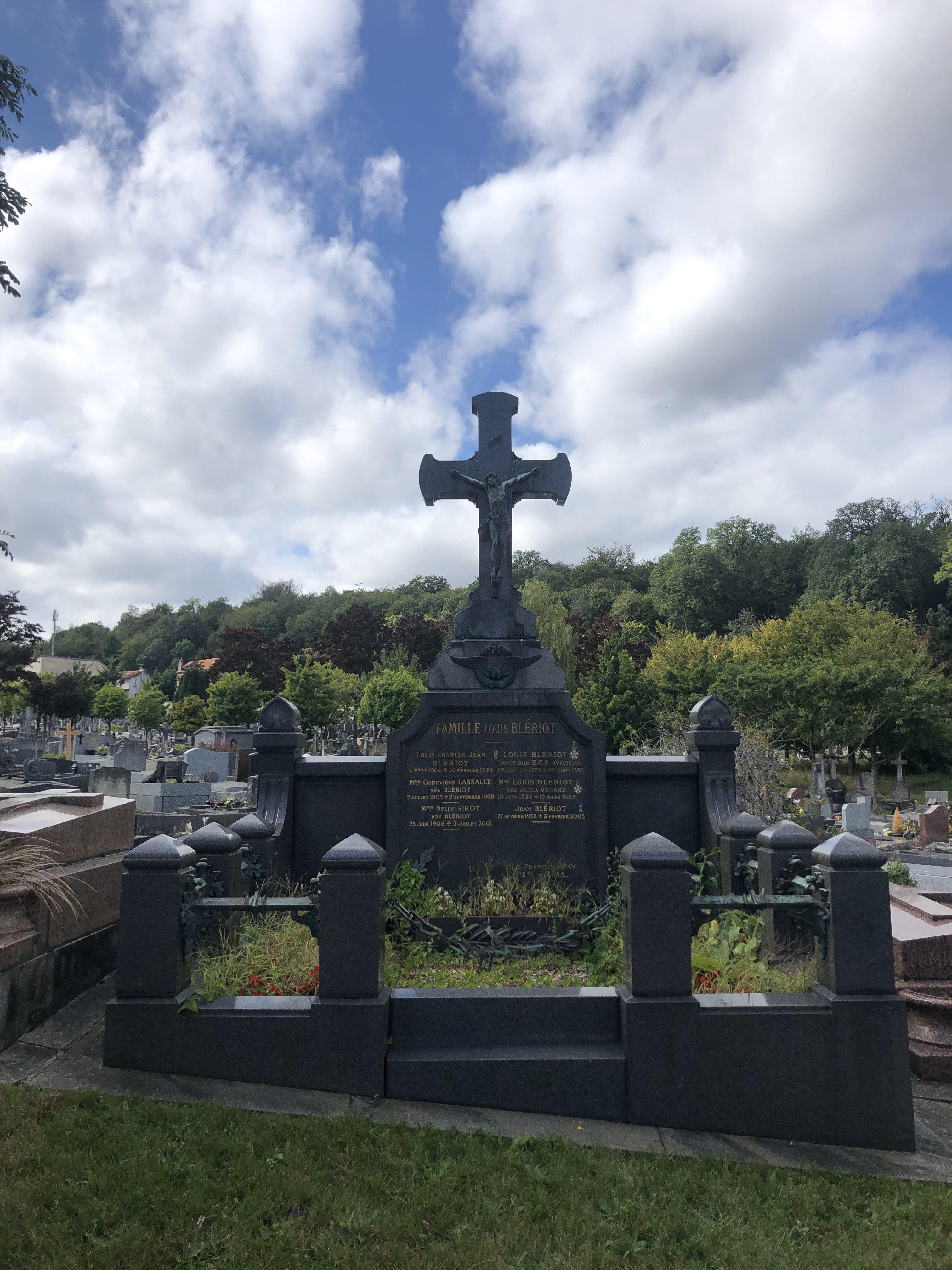
Вид на гробницу Блерио в Версале.

- Фамилия Блерио входит в хрестоматийный пример хиатуса — «сам Блерио у аэроплана». Пять гласных подряд создают трудно читаемое место[1][2].
- Лётную школу Блерио в По закончили русские революционеры, братья Эразм, Иван и Михаил Кадомцевы, знаменитый авиатор Жюль Ведрин, обучившийся искусству летания всего за четыре занятия. Чтобы оплатить учёбу, он продал всё своё имущество, но денег хватило только на четыре занятия, однако он сумел сдать экзамен, вызвав изумление своего учителя.
- Спутник Сатурна Блерио назван в его честь.